# Jōmon Sugi
El Jōmon Sugi (縄 文 杉) és un gran arbre mil·lenari del gènere Cryptomeria que es troba a Yakushima, al Japó. Aquesta illa va ser declarada Patrimoni de la Humanitat per la UNESCO, el 1993 per la particularitat dels boscos on es troba aquest arbre. El Jōmon Sugi constitueix l'exemplar més gran i més antic d'entre tots els arbres que es troben als boscos primaris de criptomèria de l'illa i se li estima una antiguitat entre 2.170 i 7.200 anys. Altres estimacions de l'edat d'aquest arbre oscil·len entre un mínim de 5.000 i un màxim de més de 6.000 anys, o fins i tot més de 7.000 anys. El seu nom procedeix del període Jōmon de la prehistòria japonesa. El Jōmon Sugi es troba al nord de la Miyanoura-dake, el pic més alt de Yakushima, en una alçada de 1300 metres. El seu descobriment l'any 1968 va iniciar els moviments per protegir els boscos de l'illa i va donar també origen a la indústria turística de Yakushima, que suposa més de la meitat de la seva economia.
Al Jomon Sugi s'accedeix a través de la ruta de Kusugawa (est de Miyanoura) i el camí d'Arakawa (a partir de la presa de Arakawa), per arribar-hi, s'han de caminar unes quatre o cinc hores des de la carretera més propera. Després de la designació de Yakushima com a Patrimoni de la Humanitat el 1993, les autoritats locals van restringir l'accés a l'arbre a una plataforma d'observació construïda a una distància de 15 metres de'aquest. L'arbre té una alçada de 25,3 metres i un perímetre de 16,4 metres. El seu volum aproximat és de 300 m³, fet que el converteix en la conífera més gran del Japó. Des de l'abril de 2009 està agermanat amb el Tane Mahuta de la selva de Waipoua a Nova Zelanda.